# Київський ґебіт (міський)
Ки́ївський міськи́й ґебі́т, міська́ окру́га Ки́їв (нім. Kreisgebiet Kiew-Stadt) — адміністративно-територіальна одиниця Генеральної округи Київ Райхскомісаріату Україна протягом німецької окупації Української РСР під час Німецько-радянської війни. 

## Історія
Ґебіт утворено 20 жовтня 1941 року у межах тодішньої території міста Київ. Фактично існував до взяття Києва радянськими військами 6 листопада 1943 року, формально – до 1944 року. Керував міською округою обербургомістр Києва д-р Гельмут Віль (Oberbürgermeister Dr. Hellmuth Will), направлений на цю посаду з Кенігсберга.
Ґебіт складався лише з одного району (нім. Rayon Kiew-Stadt). При цьому зберігалася структура адміністративних і господарських органів УРСР. Всі керівні посади в ґебіті обіймали німці, здебільшого з числа тих, які не підлягали мобілізації до вермахту. Лише управлінцями нижчої ланки були лояльні до окупантів місцеві жителі або фольксдойчі.

## Штадткомісаріат
Керівництво містом покладалося на штадткомісаріат (міський комісаріат). Штадткомісарами (міськими комісарами) почергово були Мусс, Марве, І. А. Реденбахер, Фрідріх Роґауш, Берндт, заступниками — Маєр і Уде. Останній керував «українською» поліцією і відав видачею перепусток для пересування містом у нічний час. Штадткомісаріат складався з таких відділів:
1. Особиста канцелярія штадткомісара, якою завідував Фінгер.
2. Політичний (керівник — Маєр, заступник — російський емігрант Спиридович). До складу відділу входила група для роботи серед жінок і дітей, якою керувала німкеня Фрюзер і група по роботі шкіл. Політичний відділ штадткомісаріату підпорядковувався політичному відділу київського генерального комісаріату.
3. Промисловий (керівник — Кюшель). Поділявся на підвідділи: а) металоробної промисловості (Кюшель); б) хімічної (емігрант з Ростова Поммер); в) науково-дослідних інститутів і профтехшкіл (Буріш).
4. Сільського господарства і харчування (Еллерт).
5. Фінансовий (Олроге).
6. Квартирний
7. Правовий (Уде) з підвідділами: юридичним (Арндт), зв'язків із міською управою (Вальцер) і бюро перепусток («білоемігрант» Нифонтов).
8. Транспортний (Бергер).
9. Медичний (Блязнік).
10. Будівельний (Лобода).
11. Відділ керівництва ремісничими майстернями (Больц, заступник — Тісс).
12. Силікатний (Буріш).
13. Розподілу продуктів (Блеме).
14. Господарський (Елерт).

Крім перелічених відділів, при штадткомісарі працювали окремі посадовці, які наглядали за відповідними відділами міської управи Києва. Міська управа не мала прав на керівництво політичним і економічним життям міста, а була тільки виконавчим органом штадткомісаріату. 